# Pela (skała)

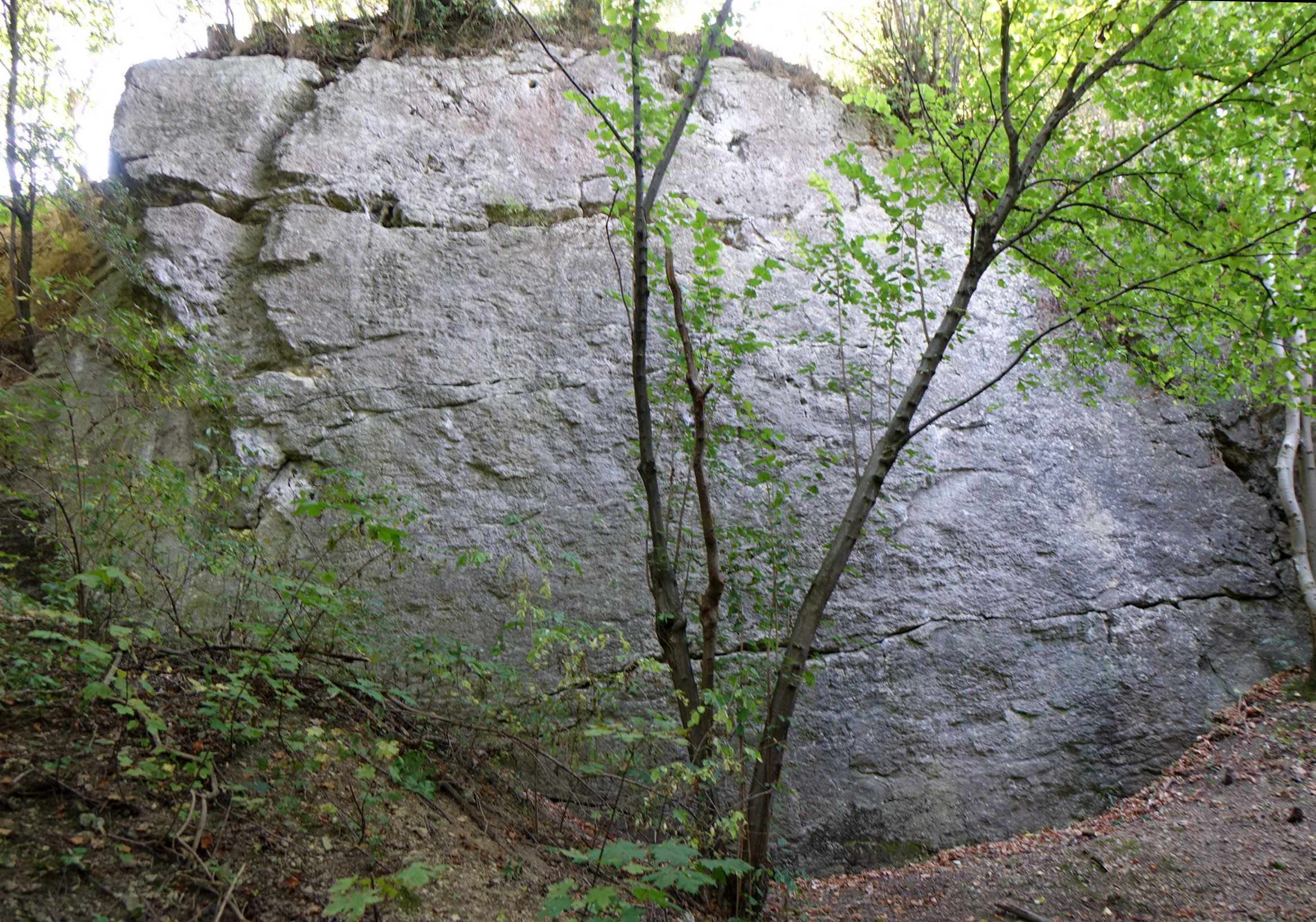

Pela – skała w miejscowości Rybna w województwie małopolskim, w powiecie krakowskim, w gminie Czernichów. Pod względem geograficznym znajduje się na Garbie Tenczyńskim będącym jednym z mezoregionów Wyżyny Krakowsko-Częstochowskiej.
Pela to zbudowana z wapienia skalistego skała znajdująca się na lewym, stromym brzegu potoku Rybnianka, przy ul. Podskalnej. Znajduje się w lesie powyżej domu i z drogi jest niewidoczna. Jest obiektem wspinaczki skalnej. W latach 20. XXI wieku wytyczono na niej 5 dróg wspinaczkowych o trudności od IV+ do VI.3+ w skali polskiej. Wszystkie mają asekurację: ringi (r) i stanowiska zjazdowe (st). W skale brak dziurek, ale są krawądki i podchwyty.
1. Parcheggio; IV+
2. Stary łom; VI.2
3. Jaki kraj taka tufa; VI.1+
4. Psychorelacje; VI.3
5. Zaciekła brzoza; VI.2[1].